# Májmohák
A májmohák (Marchantiophyta, Hepaticophyta vagy gyakran, tévesen Hepatophyta) nem szövetes szárazföldi növények, a növények országának egyik törzse.
Egyaránt találhatók közöttük „leveles-száras” és telepes szerveződésű fajok, ez alapján régebben csak két osztályba sorolták a májmohákat. Az újabb molekuláris genetikai vizsgálatok eredményei alapján egy harmadik osztályt is létrehoztak, ez a Haplomitriopsida taxon. A fajok mintegy 85%-a a leveles májmohák közé tartozik. Míg a leveles májmoháknál a külső megjelenés mutat nagy különbségeket, a telepesek belső szerveződése differenciáltabb. A telepet egysejtű rizoidok rögzíthetik. A telep epidermiszéből fejlődnek ki az ivarszervek, melyek sok esetben kiemelkednek, vagy a telep alsó oldalán fejlődnek. Az ivarszervet burok (perianthium) védi, melynek megkülönböztetett szerepe van a rendszerezésben. A megtermékenyítés után fejlődik ki a sporofiton, ami erős védelmet élvez. Nyele (seta) csak éréskor nyúlik meg, a tok négy kopáccsal nyíló vagy felrepedő, nem zárható. Oszlop (columella) nem található a tokban. Míg érnek a spórák, a kiszóródásban szerepet játszó elatera-fonalak alakulnak ki köztük. A spórából mohaelőtelep (protonéma) fejlődik, ami csúcsi vagy „szár”-közi növekedésű lehet, és fokozatosan gamefiton teleppé differenciálódik. Vegetatív szaporodásuk levél- vagy teleprészletek, illetve sarjtestek (gemmák) által történik.
A sejtekben számos lencse alakú (lentikuláris) plasztisz található, a lombosmohákhoz hasonlóan. Zárósejtes gázcserenyílásaik azonban nincsenek, a másik két mohatörzzsel ellentétben, legfeljebb szellőztető pórusaik. A fajok kb. 90%-ának sejtjeiben erősen fejlett olajtestek találhatók, ez a májmohákra leginkább jellemző szünapomorf karakter.
Jelenleg kb. 300 nemzetségük és mintegy 10 000 fajuk létezik. Széles körben elterjedtek, főként a trópusokon találhatók nagy fajgazdagságban. Léteznek talajlakó, sziklalakó, fán lakó és levéllakó életformáik is. Magyarországon jelenleg 146 májmohafaj ismert.

## Telepes májmohák
A telepes májmohák (Marchantiopsida) három rendjét különböztetjük meg:
1. Sphaerocarpales: Kicsiny, rozettaszerű telepeik vannak. Sporofiton-tokjuk nem nyílik fel, spóráik az egysejtsoros fal feloldódásával jutnak ki. Archegóniumaik körül feltűnő telepburjánzásaik vannak. Egy ide tartozó növényen fedezték fel 1917-ben a növények ivari kromoszómáját. Magyarországon egy faja él. Az észak-amerikai Sphaerocarpus donnelii genetikai kísérletek kedvelt alanya.
2. Monocleales: Nagyméretű májmohák, 20 cm nagyságú telepei is léteznek. Sporofiton-tokjuk felrepedéssel nyílik. A Monoclea nemzetségből két faja ismeretes, a déli félteke óceáni éghajlatú területein fordulnak jellemzően elő.
3. Marchantiales: A legdifferenciáltabb a telepes májmohák közül: a telepen belül megjelennek a fotoszintetizáló, olajraktározó, rögzítő, víztározó stb. sejtek. A szárazföldi élethez jól alkalmazkodtak, az erős fényt is elviselik. Sporofiton-tokjuk felrepedéssel nyílik. Ide tartozik az árkokban, kutakban gyakori csillagos májmoha (Marchantia polymorpha), a sziklagyepek rendzinatalaján élő, szárazságtűrő illatos májmoha (Mannia fragrans), az állóvizek felszínén megtalálható úszó májmoha (Riccia fluitans).

## Leveles májmohák
A leveles májmohákhoz (Jungermanniopsida) négy, a „levelesség” különböző fokozatait megtestesítő rend tartozik. Mindegyikük sporofitonja üvegszerű nyélből és négy részre hasadó tokból áll, melyet a gametofiton különböző burkai védhetnek.
1. Metzgeriales: hát-hasi (dorziventrális) szimmetriájúak, bár lehetnek levélszerű képződményeik, a leveles májmohákhoz való besorolásuk ellenére inkább belül differenciálatlan, szalagszerű telepeik vannak, melyeken az archegóniumok szórtan helyezkednek el. Magyarországi hegy- és dombvidékek fatörzsein gyakori faj a Metzgeria furcata. A M. pubescens bükkerdők mészkő- és dolomitszikláinak lakója.
2. Calobryales: leveles, felálló száruk van, szimmetriájuk sugaras. Egyetlen nemzetség tartozik ide, a haplomitrium, egy európai, és sok hegyvidéki, trópusi fajjal.
3. Jungermanniales: a „valódi” leveles májmohák hát-hasi (dorziventrális) szimmetriájúak. A legnagyobb májmohacsoport 6-7000-es fajszámmal. Gametofitonja háromosztatú csúcssejttel fejlődik. Levelei három sorban helyezkednek el, az oldalsó levelek sokszor kétkaréjúak, az alsó levélsor pedig csökevényes, vagy kisebb allevélkékből áll. A női ivarszerv a „hajtás” csúcsain fejlődik. Magyarországon gyakori a fakérgen, félárnyékos termőhelyeken előforduló Radula complanata. A Plagiochila nemzetség főként a trópusok lakója, de Európában is megtalálható. Az ide tartozó Lejeuneaceae család tagjai között trópusi levéllakó (epifill) fajok mellett bogarakon növő (!) mohákat is találunk.
4. Treubiales: levélszerű részletekkel bíró telepes mohák. Molekuláris elemzések szerint teljesen külön vonalat képviselnek, és inkább a májmohák harmadik osztályának (Treubiopsida) kellene őket tekinteni.

## Lásd még
- Mohák